# Media (Pennsylvania)
Media település az Amerikai Egyesült Államok Pennsylvania államában, Delaware megyében, melynek megyeszékhelye is. Lakosainak száma 5901 fő (2020. április 1.).

## Népesség
A település népességének változása:

| 2010 | 5 327 |
| 2020 | 5 901 |